# Dobczyce
Dobczyce là một thị trấn thuộc huyện Myślenicki, tỉnh Małopolskie ở nam Ba Lan. Thị trấn có diện tích 14 km². Đến ngày 1 tháng 1 năm 2011, dân số của thị trấn là 6253 người và mật độ 482 người/km².